# Gregorio de Argaiz
Gregorio de Argaiz (Arnedo, 1602 - Madrid, 3 de agosto de 1678) fue un religioso benedictino e historiador español. 

## Vida
Tras cursar la gramática latina en Logroño ingresó en la Orden de San Benito en el monasterio de San Salvador de Oña de Burgos, donde profesó en 1619; estudió Teología y Filosofía en el de Samos y en el colegio de San Vicente de Salamanca. 
Durante varios periodos de su vida residió en los monasterios de San Pedro del Romeral, Santa María la Real de Nájera, Santa María de Guinicio y Nuestra Señora del Espino de Burgos hasta que en 1659 el obispo de Osma Juan de Palafox le encargó la catalogación del archivo de la Catedral de El Burgo de Osma y la redacción de la historia de la diócesis.  
En 1667, ya como cronista general de su orden, se estableció en el convento de San Martín de Madrid para ocuparse de la impresión de sus obras, en cuya actividad siguió hasta su muerte, ocurrida en esta ciudad en 1678 a los setenta y siete años de edad.

## Obra
« Rebuscador de archivos y fecundo escritor, de gran viveza en el relato y claridad en la exposición », su obra estuvo viciada por la credulidad que Argaiz dio a los falsos cronicones; firme defensor de la autenticidad del Chronicon Omnimodae Historiae compuesto por Jerónimo Román de la Higuera y del Hauberti hispalensis chronicon de su amigo Antonio Lupián Zapata, en su ingenuidad contribuyó a difundir las falsedades inventadas por éstos, desacreditando así su propia reputación y entrando en numerosas controversias historiográficas con Pedro Fernández del Pulgar, Hermenegildo de San Pablo, José Pellicer o Gaspar Ibáñez de Segovia, que intentaban demostrar la falsedad de estas obras. 
Dejó publicados diecisiete volúmenes de historia eclesiástica: 
- Corona real de España por España fundada en el crédito de los muertos y vida de San Hyeroteo (Madrid, 1668);
- Instrucción histórica y apologética para religiosos, eclesiásticos y seglares (Madrid, 1675);
- La verdad en su punto (Madrid, 1676);
- Población eclesiástica de España, cuatro volúmenes (Madrid, 1667-1669);
- La soledad y el campo laureados por el solitario de Roma y el labrador de Madrid, San Benito y San Isidro (Madrid, 1671);
- La soledad laureada por San Benito y sus hijos en las Iglesias de España, siete volúmenes (Madrid, 1675);
- La Perla de Cataluña. Historia de Nuestra Señora de Monserrate (Madrid, 1677);
- Vida y escritos del venerable varón Gregorio López (Madrid, 1678).

Y varias obras más que permanecen todavía inéditas: 
- Respuesta a un basilio sobre precedencias de las Órdenes de San Benito y San Basilio;
- Memorias ilustres de la Santa Iglesia y Obispado de Osma;
- Vida del venerable Juan de Palafox y Mendoza, obispo de Osma;
- Historia de los abades de San Millán de la Cogolla;
- Genealogía de los Condes de Salinas y Ribadeo, Pastrana e Híjar, Cifuentes y de los Marqueses de Montemayor;
- Vida y milagros de Santo Toribio, obispo de Palencia.